# Saab 98
La Saab 98 è un prototipo costruito dalla casa automobilistica svedese Saab insieme alla italiana Carrozzeria Coggiola tra il 1974 e il 1976.

## Storia
Progettata da Björn Envall (con nome in codice X14) come versione coupé della Saab 95 (utilizza infatti lo stesso pianale). Il prototipo venne poi assemblato dalla Carrozzeria Coggiola che aveva già realizzato la Saab Sonett III.
Furono costruiti alcuni esemplari nel 1976 ma il progetto venne abbandonato in quanto Saab verificò poco margine commerciale per un'autovettura tra la 95 e la 99, perciò la 98 rimase allo stadio prototipale non raggiungendo mai la produzione in serie. Degli esemplari prodotti ne sopravvisse solo uno di colore bianco che venne targato AYX 330 e immatricolato come Saab 95 il 7 settembre 1973. In seguito venne riverniciata del colore "Siena Brown" ed esposta al Museo dell'automobile Saab di Trollhättan in Svezia.